# Mühlbach (Altbach)
Der Mühlbach ist ein Bach in der Gemeinde Weiding im Oberpfälzer Wald in Bayern.

## Verlauf
Der Mühlbach entspringt östlich von Weiding an den nördlichen Ausläufern des 788 Meter hohen Buchsberges. Er fließt durch ein Feuchtwiesengebiet, das ihn mit Sickerwasser und aus mehreren kleinen Quellen speist, in südöstlicher Richtung. Nach 750 Metern trifft er auf die Hannesrieder Straße. Hier nimmt er von rechts einen 930 Meter langen unbenannten Bach auf. Der Mühlbach fließt nun in einem nach Süden ausgreifenden Bogen weiter durch Feuchtwiesen am westlichen, südlichen und östlichen Ortsrand um Weiding herum und wendet sich nach Osten. Östlich von Weiding, unterhalb der Ortschaft, passiert er die Kläranlage, deren geklärte Abwasser er aufnimmt. 600 Meter östlich der Kläranlage mündet er von rechts in den Altbach.

## Zuflüsse
Der Mühlbach fließt durch feuchte Wiesen, die ihn aus ihrem Sickerwasser speisen und in denen sich auch einige kleinere Quellen befinden. Sein einziger Zufluss ist ein 930 Meter langer unbenannter Bach, der in den Schlagwiesen entspringt und entlang der Bergstraße Richtung Osten fließt. Er mündet von rechts in den Mühlbach dort, wo dieser auf die Hannesrieder Straße trifft. 650 Meter östlich von Weiding wird der Mühlbach von den Abwässern der Weidinger Kläranlage gespeist.